# Making up again
Making up again is de enige van drie singles van Goldie, die de hitparades haalde. De band kwam niet toe aan de opnamen voor een album. Begonnen in 1978 viel in 1980 het doek voor deze eendagsvlieg. Van zowel de schrijvers en producer is nauwelijks iets meer vernomen. Het lied komt voor in de film The Stud met onder meer Joan Collins.
Van dit nummer is een cover bekend van Howard Carpendale: Fängt es wieder an.

## Hitnotering
In Engeland haalde het plaatje de zevende plaats in elf weken notering.

### Nederlandse Top 40
| Positie: | 30 | 22 | 14 | 13 | 23 | 30 | 37 | uit |

### NederlandseDaverende 30
| Positie: | 34 | 18 | 22 | 22 | 29 | 32 | 43 | uit |

### BelgischeBRT Top 30
| Positie: | 21 | 19 | 30 | 23 | 27 | - | - | 30 | uit |

### VlaamseUltratop 30
| Positie: | 19 | 17 | 20 | 26 | uit |

### NPO Radio 2 Top 2000
Making up again stond alleen in 2000 in de NPO Radio 2 Top 2000, op plek 1892.